# سیلن آتشی
میخک آتشی یک گل وحشی از راسته میخک‌سانان (Caryophyllales)، خانواده میخکیان (Caryophyllaceae) و سَرده (جنس) قلیانک‌ها (Silene) است.
میخک آتشی دارای پنج گلبرگ کوچک دوشاخ با رنگ سرخ زیبا است. این گل به‌طور وحشی در دشت‌های جنگلی آمریکای شمالی می‌روید.

## نگارخانه

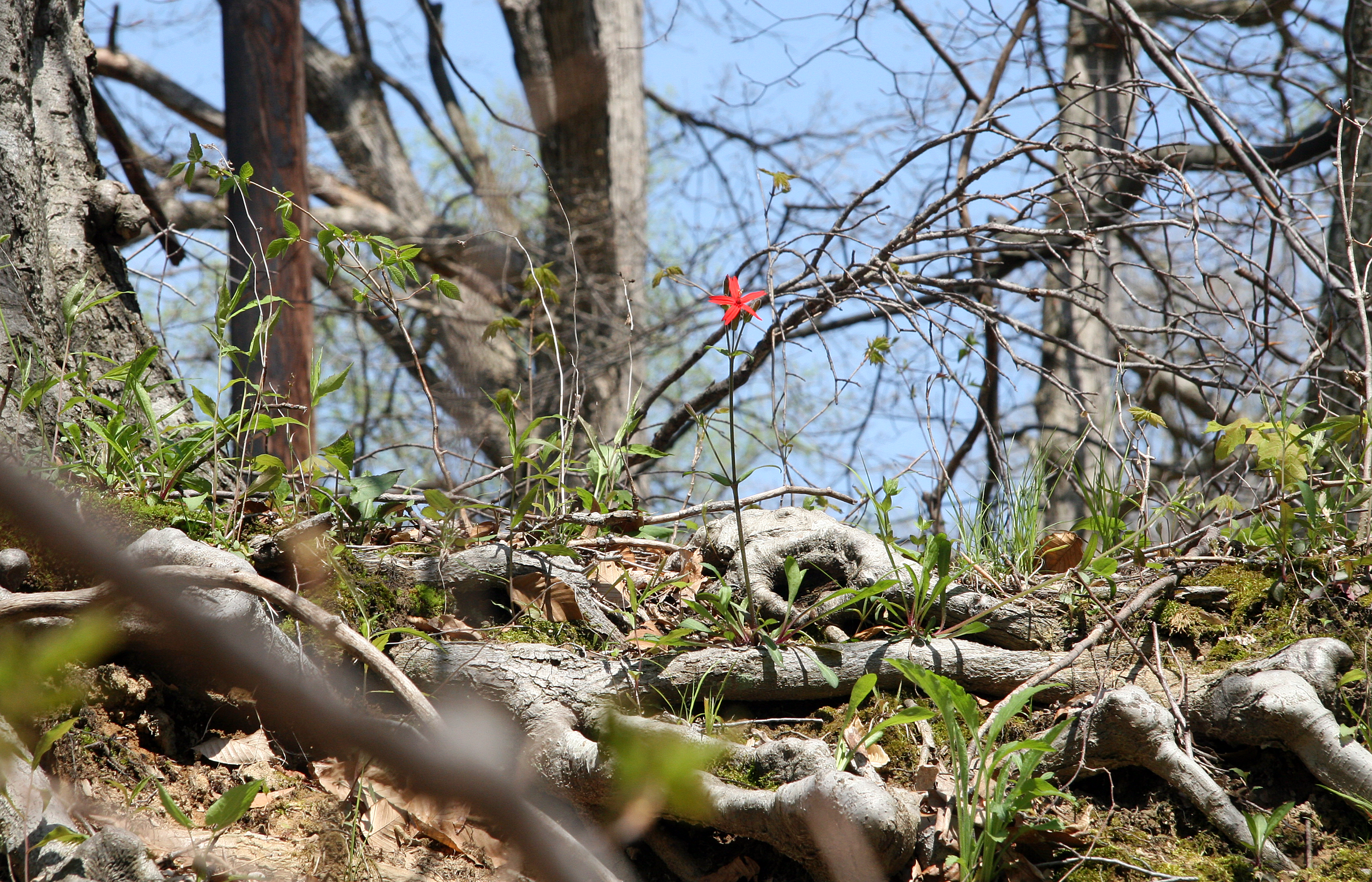
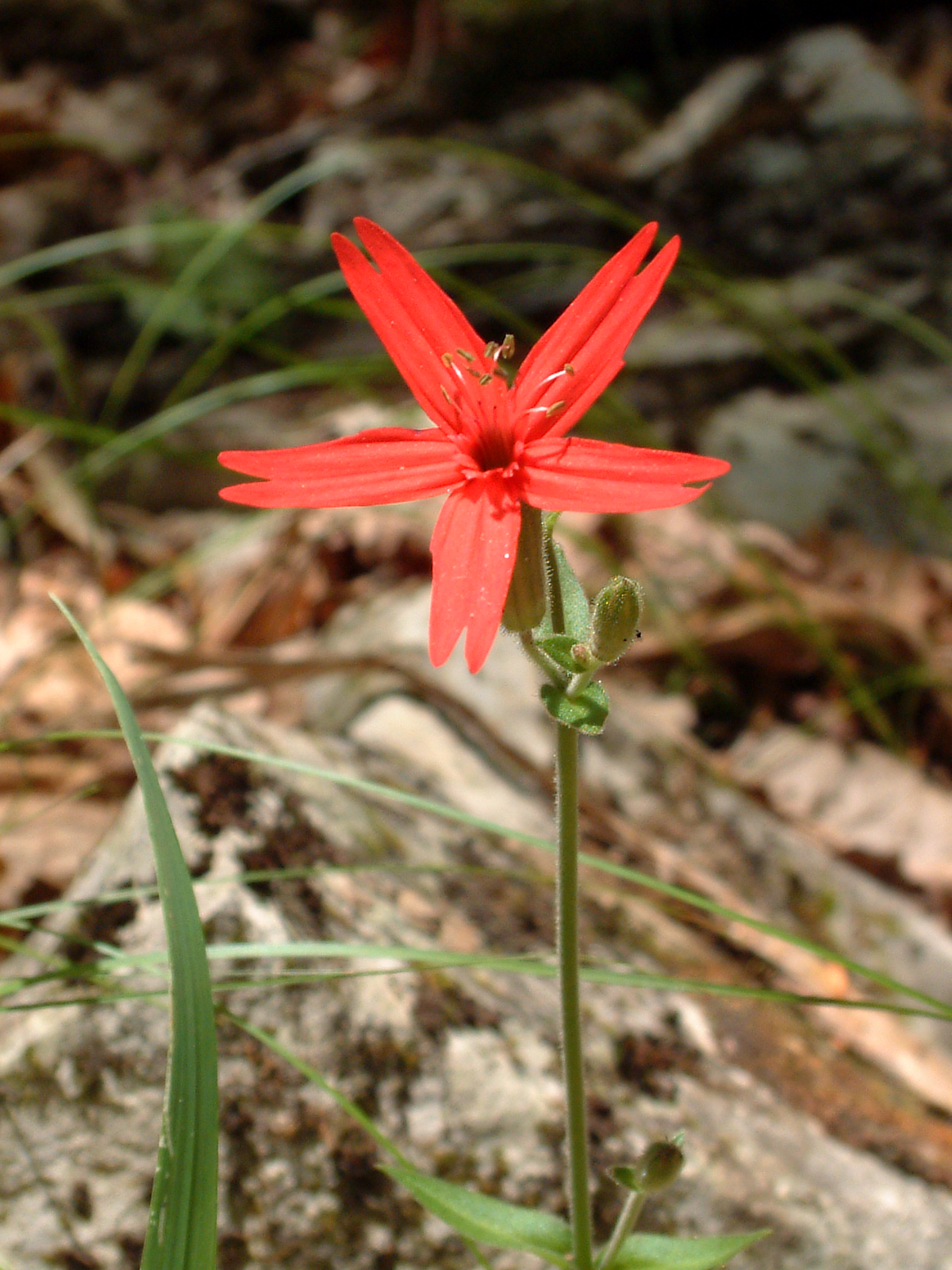